# Moritz Baerwald

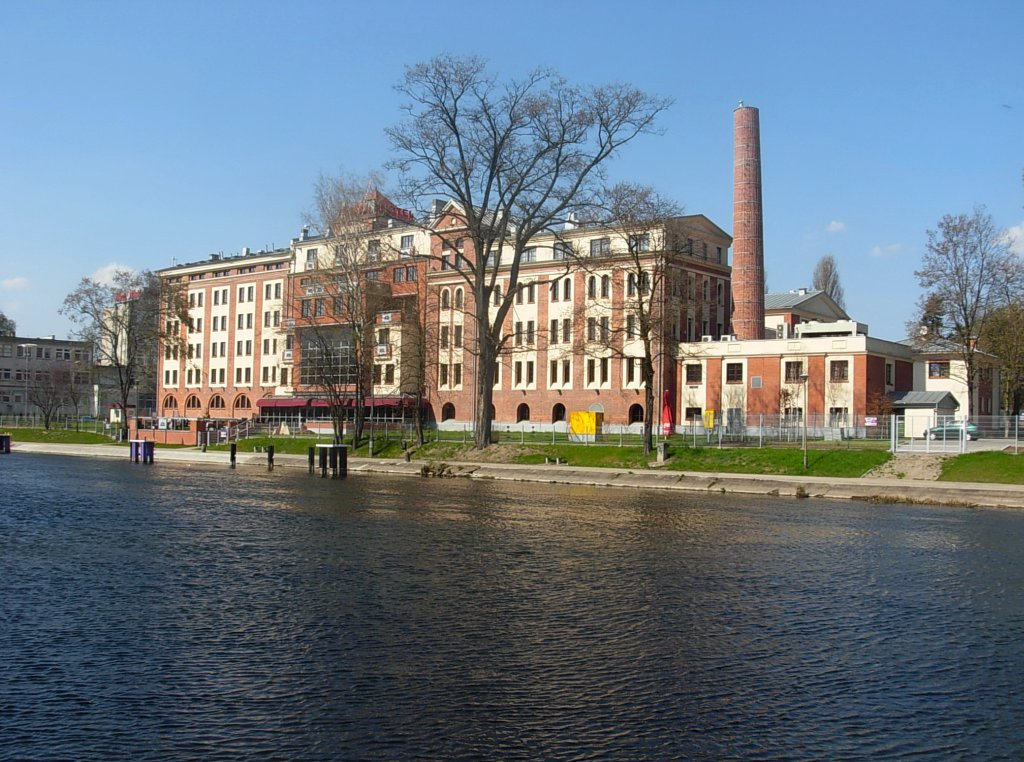
Młyny rozbudowane przez Moritza Baerwalda na początku XX wieku, przekształcone w 2009 r. w hotel Słoneczny Młyn

Moritz Baerwald (ur. 1860, zm. 1919) – niemiecki prawnik żydowskiego pochodzenia, przedsiębiorca, notariusz, radca miejski Bydgoszczy, poseł do parlamentu pruskiego i Zgromadzenia Narodowego w Weimarze.

## Życiorys
Urodził się 3 grudnia 1860 r. w Toruniu. Naukę pobierał w miejscowym gimnazjum. W złożeniu egzaminu dojrzałości w 1879 r. odbył studia w zakresie prawa i wiedzy o państwie na uniwersytetach w Heidelbergu, Lipsku i Berlinie. W 1882 r. zdał egzamin zawodowy dla prawników uzyskując stopień referendariusza, a w 1887 r. awansował do stopnia asesora. Zamieszkał wówczas w Bydgoszczy, gdzie od 1887 r. pełnił funkcję obrońcy przy miejscowym Sądzie Krajowym. W 1906 r. otrzymał tytuł radcy sprawiedliwości, a dwa lata później został mianowany notariuszem publicznym. Jego kancelaria adwokacka i notarialna usytuowana była najpierw przy Wełnianym Rynku 7, a od 1907 r. przy placu Teatralnym 3. 
Podstawą jego egzystencji, obok działalności prawniczej, były udziały w spółce. W 1892 wraz z bratem Willim zakupił młyn parowy na Szreterach, który dotychczas nie odgrywał istotniejszej roli wśród przedsiębiorstw tego typu funkcjonujących w mieście. Po gruntownej przebudowie i wzroście wydajności młyna, zatrudniono kilkudziesięciu pracowników, a przerób zboża wynosił 30 ton na dobę. Po zainstalowaniu nowych urządzeń, maszyn i kotłów parowych Młyn Berwaldów należał do najnowocześniejszych w mieście. Transport surowców i produktów odbywał się przy pomocy kolei wąskotorowej łączącej spichlerz z nabrzeżem Brdy, gdzie następował załadunek na barki.
Ustabilizowana sytuacja finansowa pozwoliła mu na zaangażowanie się w działalność we władzach miasta Bydgoszczy. W 1902 r. został wybrany niepłatnym radcą miejskim. W magistracie zajmował się kwestiami związanymi z własnością gruntów, zwłaszcza prawnymi uregulowaniami w tym zakresie. Od 1906 r. działał także w miejskiej deputacji finansowej. Potem radcą magistratu wybierano go jeszcze trzykrotnie (1903, 1909, 1915). Zaangażował się także w działalność polityczną. Z powodzeniem kandydował w wyborach do parlamentu pruskiego w 1912 roku, reprezentując okręg V Mogilno-Żnin-Wągrowiec. Był członkiem Postępowej Partii Ludowej (Fortschrittliche Volkspartei). Jako poseł w 1914 r. wystąpił z krytyką ustawy o rozdziale ziemi, skierowanej przeciwko Polakom. W styczniu 1919 r. z ramienia Niemieckiej Partii Demokratycznej (Deutsche Demokratische Partei) został wybrany posłem do Zgromadzenia Narodowego w Weimarze. 
Uczestniczył także w działalności kilku innych organizacji i stowarzyszeń społecznych i zawodowych. Od 1889 r. wchodził w skład reprezentacji bydgoskiej żydowskiej gminy wyznaniowej, a od 1909 r. pełnił funkcję zastępcy przewodniczącego zarządu gminy. W 1903 r. znalazł się w zarządzie Izby Adwokackiej Prowincji Poznańskiej. W środowisku prawniczym cieszył się dobrą opinią. Ceniono go wszechstronną wiedzę i doświadczenie oraz odpowiedzialność. 
Zmarł 26 grudnia 1919 r. w Berlinie. Został pochowany na cmentarzu żydowskim w Berlinie-Weißensee. 

## Odznaczenia
- Order Czerwonego Orła IV klasy (1917).